# Tratado sobre la Prohibición de las Armas Nucleares
El Tratado sobre la Prohibición de las Armas Nucleares, también conocido como Tratado de Prohibición de Armas Nucleares, es un acuerdo internacional jurídicamente vinculante para prohibir las armas nucleares, con miras a su eliminación total. Las negociaciones sobre el tratado comenzaron en las Naciones Unidas en marzo de 2017 y continuaron del 15 de junio al 7 de julio de 2017, según un mandato aprobado por la Asamblea General de las Naciones Unidas en diciembre de 2016. El tratado fue aprobado en una votación el 7 de julio de 2017.
La conferencia que condujo al tratado fue boicoteada por todos los Estados del arma nuclear, así como por todos los miembros de la OTAN excepto Países Bajos, que votó contra el tratado.
El tratado entró en vigor el 22 de enero de 2021, tras la 50.ª ratificación, por Honduras, el 24 de octubre de 2020.

## Concepto
El tratado de prohibición de armas nucleares, según sus defensores, constituirá un «compromiso político inequívoco» para lograr y mantener un mundo libre de armas nucleares según derecho internacional humanitario y derecho internacional de los derechos humanos. Sin embargo, a diferencia de una «convención general sobre armas nucleares», no contendrá todas las medidas legales y técnicas necesarias para alcanzar el punto de eliminación. Tales disposiciones serán objeto de negociaciones posteriores, permitiendo que el acuerdo inicial se concluya con relativa rapidez y, de ser necesario, sin la participación de naciones con armas nucleares .
Los defensores del tratado de prohibición creen que ayudará a «estigmatizar» las armas nucleares y servir como un «catalizador» para la eliminación. Alrededor de dos tercios de las naciones del mundo se han comprometido a trabajar conjuntamente «para llenar la brecha legal» en el actual régimen internacional de armas nucleares, y considerar un tratado de prohibición de armas nucleares como una opción para alcanzar este objetivo.
A diferencia de las armas químicas, las armas biológicas, las minas terrestres antipersonal y las municiones en racimo, las armas nucleares todavía no han sido prohibidas de manera global y universal. El Tratado de No Proliferación (TNP) de 1968 solo contiene prohibiciones parciales, y los tratados sobre zonas libres de armas nucleares prohíben las armas nucleares solo en determinadas regiones geográficas.